# Река Відатс
Река Відатс (угор. Réka Vidáts; нар. 19 липня 1979) — колишня угорська тенісистка.
Найвищу одиночну позицію світового рейтингу — 193 місце досягла 28 липня 1997, парну — 168 місце — 15 грудня 1997 року.
Здобула 1 одиночний та 2 парні титули туру ITF.

## Фінали ITF

### Одиночний розряд (1–1)
| Легенда         |
| --------------- |
| Турніри $25,000 |
| Турніри $10,000 |

| Результат | Ранг | Дата           | Турнір                  | Покриття | Суперниця        | Рахунок       |
| --------- | ---- | -------------- | ----------------------- | -------- | ---------------- | ------------- |
| Перемога  | 1.   | 8 серпня 1994  | Ребек, Бельгія          | Ґрунт    | Стефані Девіль   | 6–2, 3–6, 6–3 |
| Поразка   | 2.   | 29 серпня 1994 | Лондон, Велика Британія | Трава    | Деніса Соботкова | 6–7, 4–6      |

### Парний розряд (2–4)
| Результат | Ранг | Дата              | Турнір                  | Покриття | Партнерка           | Суперниці                            | Рахунок       |
| --------- | ---- | ----------------- | ----------------------- | -------- | ------------------- | ------------------------------------ | ------------- |
| Поразка   | 1.   | 12 вересня 1994   | Клуж-Напока, Румунія    | Ґрунт    | Каті Кочиш          | Petra Filipová Ольга Виметалкова     | 6–4, 2–6, 4–6 |
| Поразка   | 2.   | 23 вересня 1995   | Софія, Болгарія         | Ґрунт    | Любомира Бачева     | Херальдін Айсенберг Лаура Монтальво  | 2–6, 2–6      |
| Перемога  | 3.   | 19 серпня 1996    | Київ, Україна           | Ґрунт    | Анна-Карін Свенссон | Наталія Медведєва Ганна Запорожанова | 7–5, 6–3      |
| Поразка   | 4.   | 27 липня 1997     | Росток, Німеччина       | Ґрунт    | Рені Рід            | Светлана Кривенчева Павліна Нола     | w/o           |
| Поразка   | 5.   | 10 листопада 1997 | Маунт-Гамбір, Австралія | Тверде   | Рені Рід            | Кетрін Берклей Kim Eun-ha            | 3–6, 2–6      |
| Перемога  | 6.   | 22 червня 1998    | Кавала, Греція          | Тверде   | Марія Павліду       | Бранка Бойович Еваґелія Руссі        | 6–1, 6–1      |